# ポール・ハスリンジャー
ポール・ハスリンジャー（Paul Haslinger、1962年12月11日 - ）は、オーストリア出身の作曲家。ドイツ語読みではパウル・ハスリンガー。

## 来歴
リンツ出身。1985年、ドイツの電子音楽グループであるタンジェリン・ドリームに加入、1990年まで活動した。担当楽器はキーボードとギター。
脱退後は映画音楽作曲家グレーム・レヴェルのもとでプログラマーとして働き、映画音楽、テレビドラマ音楽、ビデオゲーム音楽を手がけている。映画では『アンダーワールド』シリーズなど、ビデオゲームでは『レインボーシックス』シリーズや『ニード・フォー・スピード』シリーズなどで知られる。現在はロサンゼルス在住。

## 参加作品

### 映画
- 『ミラクル・マイル』 - Miracle Mile (1988年)
- 『パーフェクト・ショット』 - Dead Solid Perfect (1988年) ※テレビ映画
- 『不正発覚/ スタインメッツ校事件』 - Cheaters (2000年)
- 『クレイジー/ビューティフル』 - Crazy/Beautiful (2001年)
- 『ピクチャー・クレア』 - Picture Claire (2001年)
- 『ブルークラッシュ』 - Blue Crush (2002年)
- 『アンダーワールド』 - Underworld (2003年)
- 『ガール・ネクスト・ドア』 - The Girl Next Door (2004年)
- 『チアーズ!2』 - Bring It On Again (2004年) ※オリジナルビデオ
- 『イントゥ・ザ・ブルー』 - Into the Blue (2005年)
- 『アドレナリン』 - Crank (2006年)
- 『ブラッド・パラダイス』 - Turistas (2006年)
- 『モーテル』 - Vacancy (2007年)
- 『シューテム・アップ』 - Shoot 'Em Up (2007年)
- 『プロムナイト』 - Prom Night (2008年)
- 『メイク・イット・ハプン!』 - Make It Happen (2008年)
- 『デス・レース』 - Death Race (2008年)
- 『ジェット!!』 - The Fifth Commandment (2008年)
- 『アライブ』 - While She Was Out (2008年)
- 『アンダーワールド ビギンズ』 - Underworld: Rise of the Lycans (2008年)
- 『アフターライフ』 - After.Life (2009年)
- 『テイカーズ』 - Takers (2010年)
- 『デス・レース2』 - Death Race 2 (2010年) ※ビデオ映画
- 『三銃士/王妃の首飾りとダ・ヴィンチの飛行船』 - The Three Musketeers (2011年)
- 『アンダーワールド 覚醒』 - Underworld: Awakening (2012年)
- 『ネイビーシールズ: チーム6』 - Seal Team Six: The Raid on Osama Bin Laden (2012年) ※テレビ映画
- 『ヒート・ストローク』 - Heatstroke (2013年)
- 『ブライド・ウエポン』 - In the Blood (2014年)
- 『善き人に悪魔は訪れる』 - No Good Deed (2014年)
- 『バイオハザード: ザ・ファイナル』 - Resident Evil: The Final Chapter (2016年)
- 『ワイルドリング 覚醒する少女』 - Wildling (2018年)
- 『 パーフェクション』 - The Perfection (2018年)
- 『ザ・ダート: モトリー・クルー自伝』 - The Dirt (2019年)
- 『モンスターハンター』 - Monster Hunter (2020年)

### テレビドラマ
- 『ホルト・アンド・キャッチ・ファイア（英語版）』 - Halt and Catch Fire (2014年-2017年)
- 『フィアー・ザ・ウォーキング・デッド』 - Fear the Walking Dead (2015年-2017年)

### ビデオゲーム
- 『Far Cry Instincts』 - Far Cry Instincts (2005年)
- 『レインボーシックス ベガス』 - Rainbow Six: Vegas (2006年)
- 『レインボーシックス ベガス2』 - Rainbow Six: Vegas 2 (2008年)
- 『ニード・フォー・スピード アンダーカバー』 - Need for Speed: Undercover (2008年)
- 『ウルヴァリン: X-MEN ZERO』 - X-Men Origins: Wolverine (2009年)
- 『ニード・フォー・スピード ワールド』 - Need for Speed: World (2010年)
- 『レインボーシックス シージ』 - Rainbow Six: Siege (2015年)